# 阿公店水庫
阿公店水庫位於高雄市燕巢區小崗山東麓與岡山區、田寮區交界之阿公店溪上，主要功能為防洪與農田灌溉，為二次大戰後臺灣最早完成之水庫；公共給水部分，湖面廣達六百公頃，溢洪口採「天井式」漩渦出口，經暗管隧道排向阿公店溪，凸出水面的喇叭口極具特色，大壩全長2.38公里，為台灣最長者，並曾是遠東之冠。
至1990年代因水庫淤積高達71%及集水區污染，而轉為台灣唯一以防洪為主要目標的水庫，並於2006年起採用空庫防淤策略，每年6—9月汛期不蓄水讓雨水沖刷帶走庫內淤積，至2024年有效庫容量已回復到最初的1503萬立方公尺狀態。

## 沿革
阿公店水庫興建始於日治時期1942年，後因洪水破壞而中止興建計畫，戰後由臺灣省公共工程局接收續建，1947年臺灣省政府建設廳水利局成立後加緊興辦，1953年完工。然而自完工運轉後，由於上游多泥岩，導致嚴重淤積，水庫有效容量由2,050萬立方公尺銳減為590萬立方公尺，不僅防洪功能不彰，亦嚴重威脅到大壩之安全；集水區內多養豬戶，亦導致水質嚴重劣化。因此為恢復水庫原有防洪、供水功能，1997年開始執行「阿公店水庫更新工程計畫」，1999年騰空，進行大規模庫底浚渫，並興建越域引水路引旗山溪水，增設越域排洪道，將百年以上頻率洪水排放於二仁溪，並實施集水區養豬廢養；更新計畫目前已接近完成，2005年底恢復蓄水，2006年6月重新啟用，並在每年六月到九月汛期時實施「排空防淤」措施。

### 浮力式太陽能發電站
經濟部水利署南區水資源分署為配合蔡英文政府推動之2025年非核家園政策，針對所轄壩堰庫容區架設浮力式太陽能發電系統之規劃。阿公店水庫由於庫容區位處平原，呈淺碟形，水位變化不大，又設有兩座排洪設備，排放功能不易受影響，因此首座浮力式太陽能發電系統便選定阿公店水庫施作。

## 基本資料
- 管理單位：經濟部水利署南區水資源分署阿公店水庫管理中心
- 集水面積：31.87平方公里
- 最高常水位：37公尺
- 最高洪水位：40公尺
- 滿水位面積：410公頃
- 總蓄水量：4,500萬立方公尺
- 計畫有效蓄水量：2,045萬立方公尺
- 現在有效蓄水量：1,837萬立方公尺
- 計畫年運用水量：2,920萬立方公尺
- 開工日期：1942年3月
- 完工日期：1953年8月
- 壩頂標高：42公尺
- 最大壩身高度：31公尺
- 壩頂長度：2,380公尺
- 壩頂寬度：8公尺
- 壩體體積：787,697立方公尺
- 溢洪道型式：喇叭口豎管式溢洪管
- 溢洪道設計溢洪量：81立方公尺／秒
- 溢洪道最大溢洪量：90立方公尺／秒
- 溢洪道控制水門型式：24扇蓄水閘門
- 工程費：水庫更新95億元、防洪工程56億元、水源工程39億元
- 灌溉出水口型式：由閘門控制的圓形取水管,設計流量3.88立方公尺／秒,控制水門高壓式油壓門2座尺寸內徑1.5公尺
- 灌溉面積：1,200公頃

## 圖集

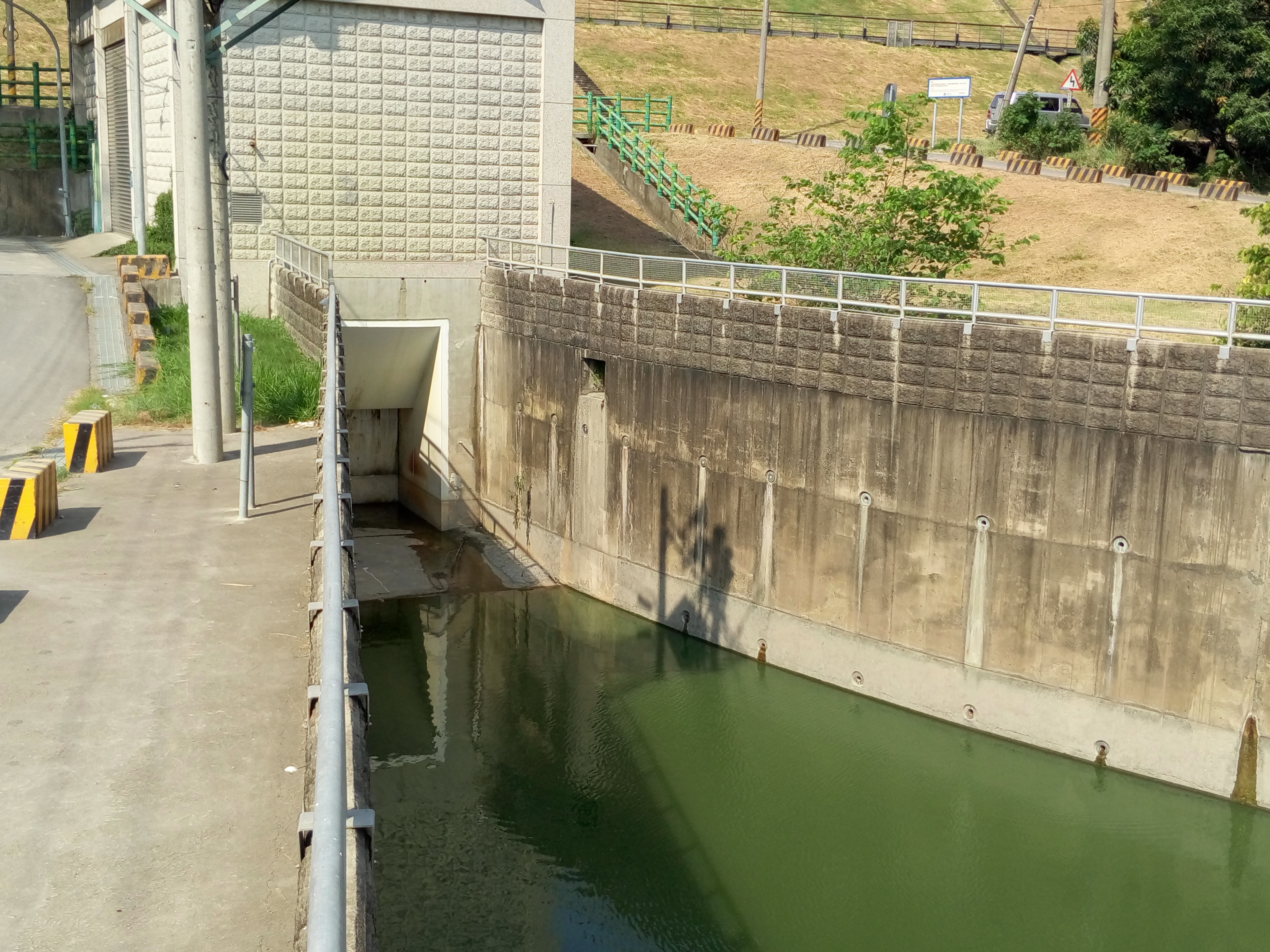
阿公店水庫排洪道出水口
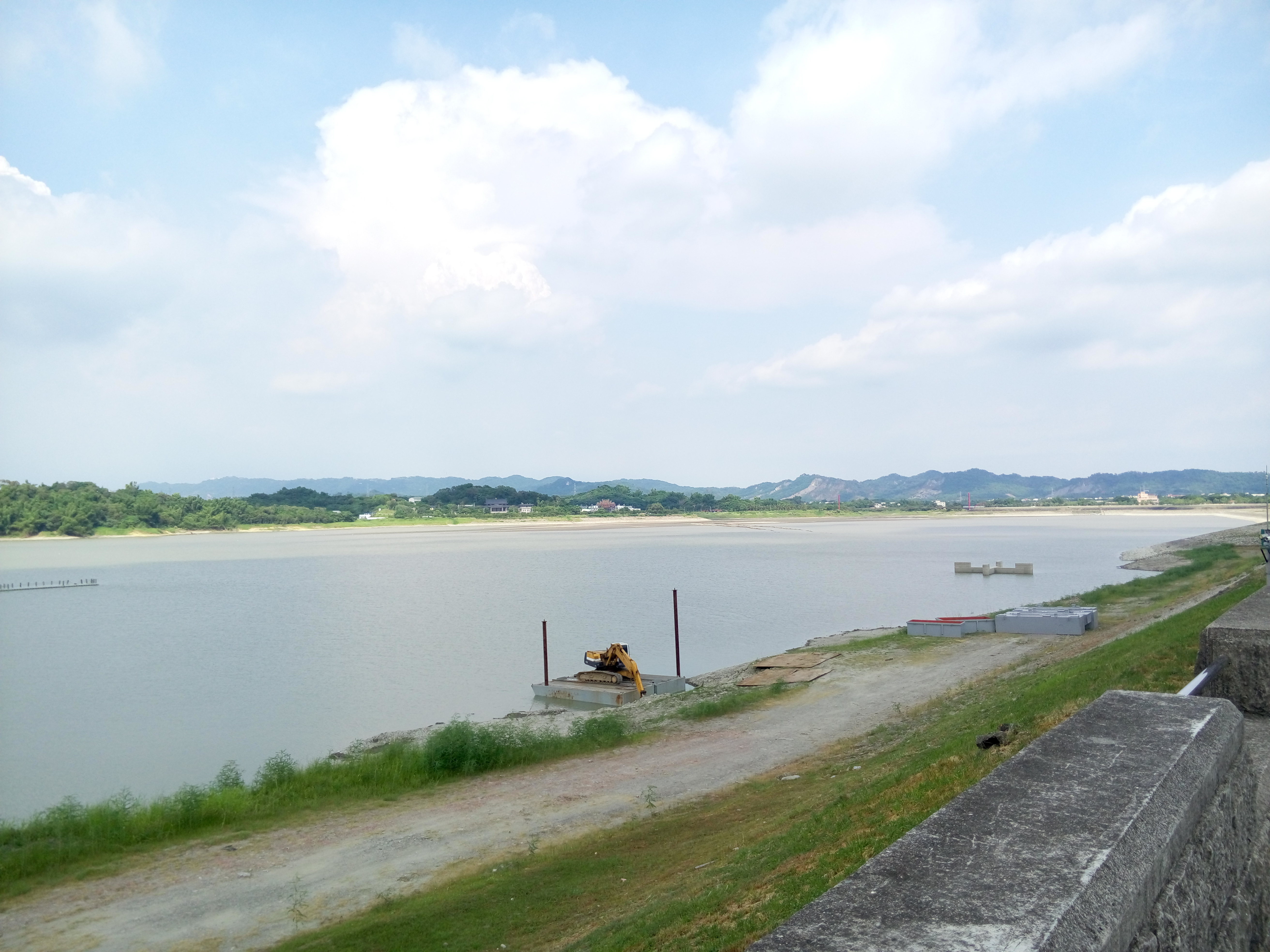
阿公店水庫大壩俯瞰阿公店水庫湖區
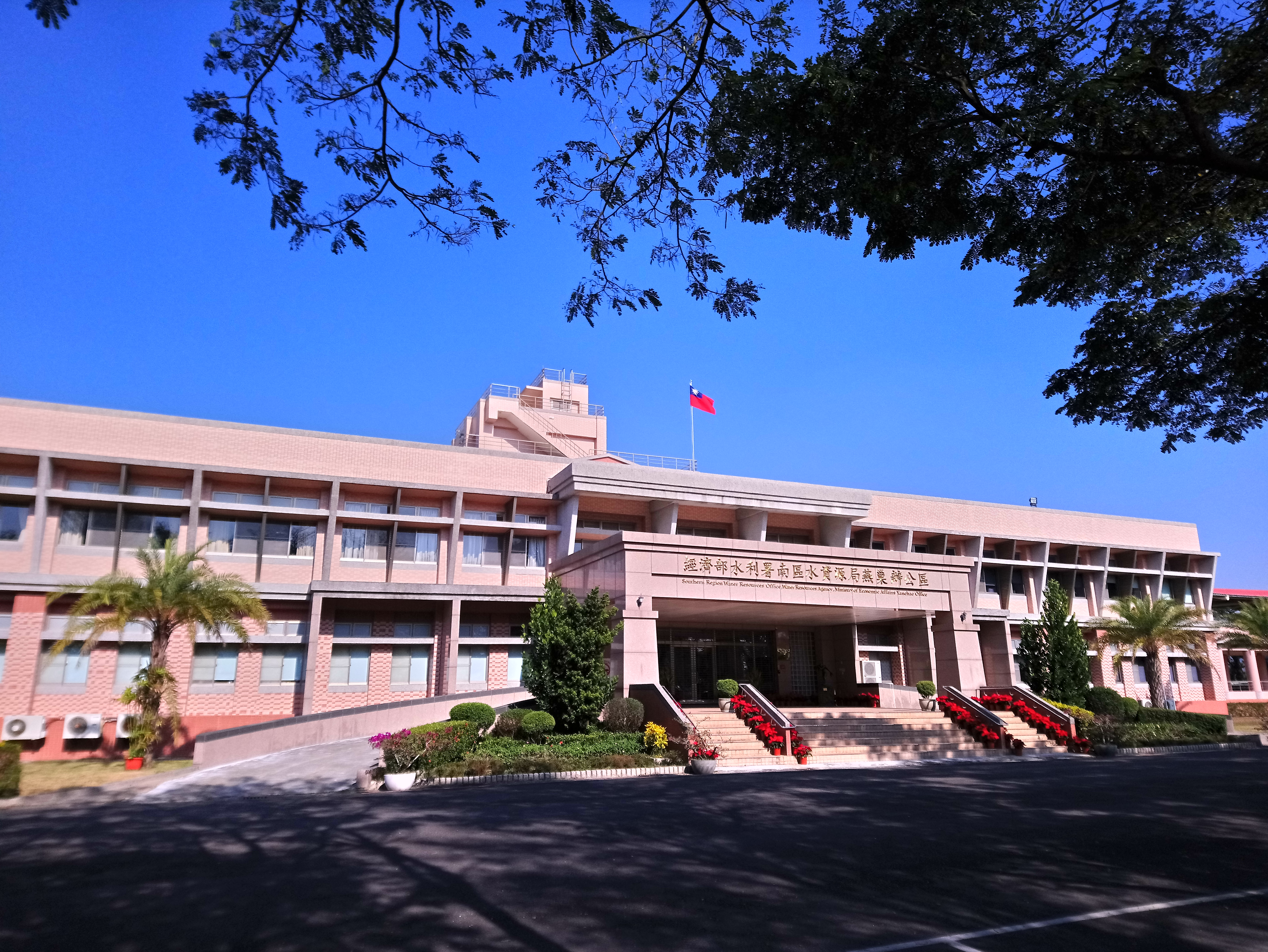
經濟部水利署南區水資源分署燕巢辦公區坐落在阿公店水庫區內
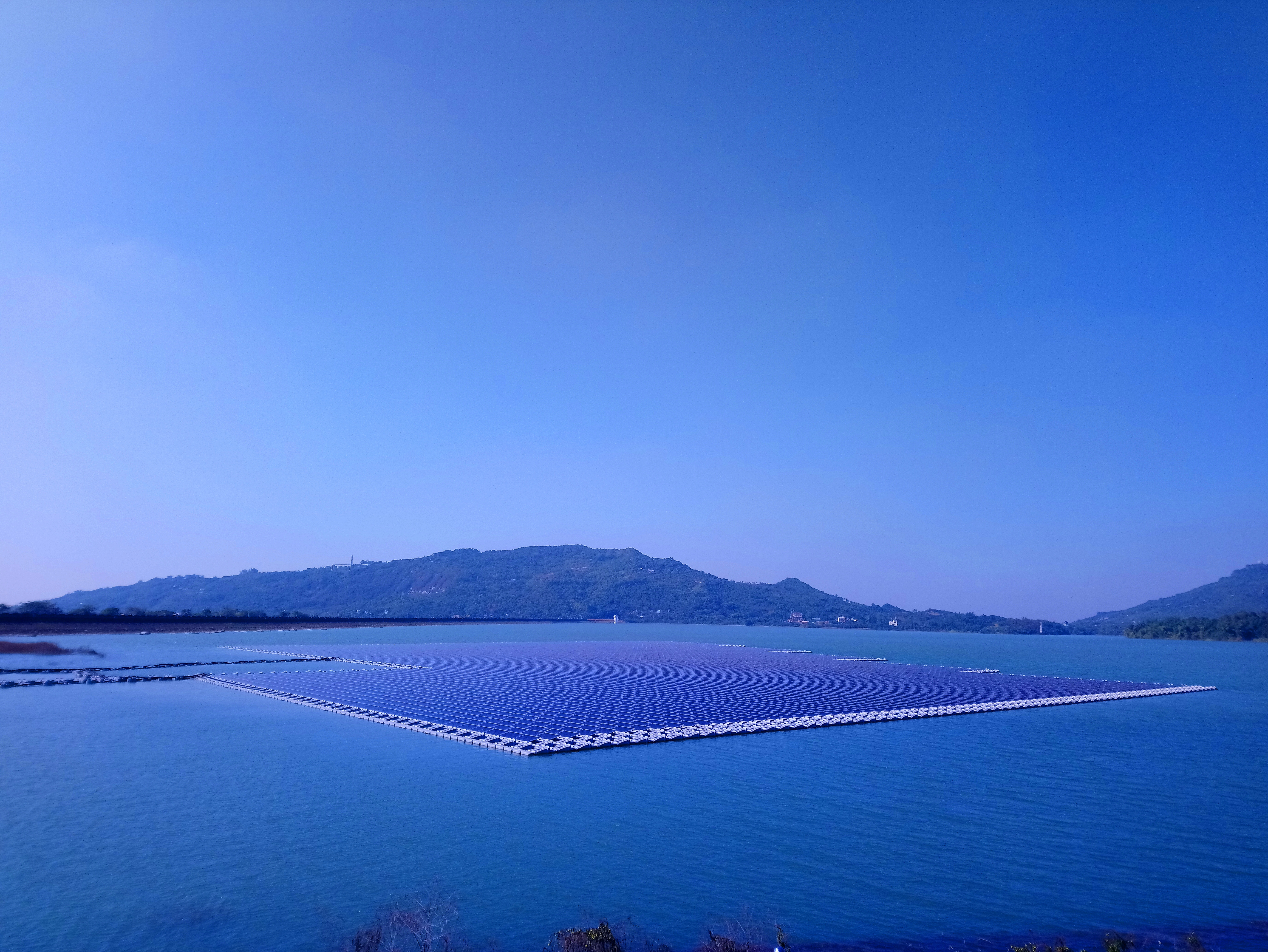
位於阿公店水庫的阿公店水庫太陽光電場

## 外部連結
- 經濟部水利署全球資訊網-阿公店水庫 （页面存档备份，存于）
- 台灣水庫即時水情 （页面存档备份，存于）